# Via Social Democratica
Via Social Democratica, noto anche come Via Democratica e Sociale (in arabo ﺍلمسار الديمقراطي الاجتماعي‎?, al-Masār al-Dīmuqrāṭī al-Ijtimāʿī, in francese Voie Démocratique et Sociale), è un partito politico di ispirazione socialdemocratica fondato in Tunisia il 1º aprile 2012. 
In esso sono confluiti il Movimento per il Rinnovamento (al-Tajdīd, francesizzato in Ettajdid, che significa appunto "Il rinnovamento") e il Partito Laburista Tunisino (Ḥizb al-ʿAmal al-Tūnusī).
Ha aderito alla coalizione dell'Unione per la Tunisia, a sua volta parte del Fronte di Salvezza Nazionale.